# Șiria
Șiria (česky Világoš, německy Hellburg, maďarsky Világos) je obec v rumunské župě Arad. Žije zde přibližně 8 500 obyvatel. Obec má rozlohu 12 106 ha a leží na rozhraní aradské plošiny a pohoří Zărandului, 28 km východně od města Arad.
V roce 1849 se zde odehrála kapitulace u Világoše, v níž se zbytky revoluční maďarské armády vzdaly před ruským generálem Ivanem Fjodorovičem Paskevičem. Od této kapitulace vznikla expresivní fráze dostat világoš.
Z obce Șiria pocházel spisovatel Ioan Slavici (1848–1925) a působil zde také skladatel Emil Monția (1882–1965).

## Části obce
- Galșa (Galsa)
- Mâsca (Muszka)
- Șiria